# Дом Шадрина
Дом купцов Шадриных — памятник архитектуры начала XX века, один из символов Барнаула. Расположен в Центральном районе города на Красноармейском проспекте рядом с площадью Спартака.

## История
Дом построен в начале XX века по заказу купцов братьев Шадриных. Автор проекта и подрядчик — неизвестны.
В 1976 году в результате пожара уничтожены первоначальный интерьер здания и отдельные фрагменты декора фасадов. В 1976—1978 годах, в ходе реконструкции (по чертежам и обмерам «Алтайгражданпроекта», архитектор — А. П. Долнаков) и приспособления помещения под ресторан, оконный проём под балконом главного западного фасада заменён дверным проёмом. В восточной части дома сооружена лестница на второй этаж.
В советское время в здании находился ресторан «Русский чай». Позднее помещение занял ресторан «Император».
В 2016 году началась реставрация здания до первоначального облика с целью разместить в нём ресторан и кафе быстрого питания.

## Архитектура
Здание является одним из наиболее интересных примеров деревянного зодчества в Сибири. Главный западный фасад несколько отстроит от линии Красноармейского проспекта. Справа симметрично расположена лицевая часть здания со входом в первый этаж, глубокой лоджией на втором этаже и башенкой в завершении. Сама башня двухъярусная, со стрельчатыми сквозными арками, увенчана шатром с фонариком и декоративным трилистником, которые добавляют постройке эклектичность.
Резные наличники окон, ограждения лоджий, пропильные узоры, торжественное оформление парадного входа и фасада в стиле модерн вносят в постройку большую выразительность.
Здание входит в список памятников архитектуры федерального значения.